# Sonay Kartal
Sonay Kartal (Londres, 28 de octubre de 2001) es una tenista profesional británica.
Kartal tiene un ranking de individuales WTA más alto de su carrera, No. 80, logrado el 17 de febrero de 2025. También fue No. 559 en dobles, logrado el 30 de enero de 2023.
Hizo su debut en un cuadro principal de Grand Slam en el Campeonato de Wimbledon 2022 luego de recibir una wildcard.
En septiembre de 2024, gana su primer título WTA tras vencer en  la final a Rebecca Šramková en dos set.

## Títulos WTA (1; 1+0)

### Individual (1)
| Leyenda              |
| -------------------- |
| Grand Slam (0)       |
| Juegos Olímpicos (0) |
| WTA Finals (0)       |
| WTA 1000 (0)         |
| WTA 500 (0)          |
| WTA 250 (1)          |

| N.º | Fecha                    | Torneo   | Superficie | Oponente en la final | Resultado |
| --- | ------------------------ | -------- | ---------- | -------------------- | --------- |
| 1.  | 15 de septiembre de 2024 | Monastir | Dura       | Rebecca Šramková     | 6-3, 7-5  |